# Cobitis taurica
Cobitis taurica ist eine vom Aussterben bedrohte Fischart aus der Familie der Steinbeißer (Cobitidae). Sie kommt ausschließlich in einem Abschnitt der Tschorna vor. Dieser Fluss mit einer Länge von etwa 34 Kilometern verläuft vollständig auf dem Gebiet der Stadt Sewastopol auf der ukrainischen Halbinsel Krim.

## Merkmale
Cobitis taurica ist mit einer Standardlänge von bis zu 94 Millimetern ein eher kleiner Fisch. Der Körper ist schlank und langgestreckt. Der Kopf ist mit 17 bis 22 Millimeter bei adulten Tieren von mittlerer Länge. Er ist seitlich betrachtet eiförmig mit einer konvexen Nasenpartie, die an das Profil eines Bullterriers erinnert. Die Barteln sind kurz und reichen niemals bis an die Augen heran, gelegentlich fehlen sie Ganz. Die Nase hängt nicht über das Maul. Die Rückenflosse beginnt auf der Höhe des Bauchflossenansatzes oder etwas davor. Im oberen Bereich der Schwanzflossenbasis befindet sich ein länglicher dunkler Fleck. Männliche Exemplare haben ein Lamina Canestrini in der Brustflosse, meistens breit und in der Form einer Axt.

### Flossenformel
- D II–III 6–8 (am häufigsten 7)
- A (II) III 5–6 (am häufigsten 6)
- P I (5) 6–8 (am häufigsten 7)
- V I–II (5) 6
- C I 13–14 I[1]

## Verbreitung und Lebensweise
Cobitis taurica kommt ausschließlich in einem kurzen Abschnitt der Tschorna vor, die eine reiche endemische Fauna aufweist. Neben Fischen wie Gobio delyamurei und Proterorhinus tataricus gehören dazu die Kriebelmücke Simulium (Trichodagmia) karasuae (syn. Obuchovia karasuae) und der Höhlenflohkrebs Niphargus vadimi.
Die Autoren der Erstbeschreibung betrachteten Cobitis tauriica als einen Endemiten der Tschorna. Sie wollten jedoch nicht völlig ausschließen, dass zwei Populationen der Gattung Cobitis aus dem bulgarischen Fluss Veleka und aus dem Südlicher Bug in der Ukraine ebenfalls zur Art Cobitis taurica gehören. Die Population der Veleka wurde 2006 von Ekaterina D. Vasil'eva und Victor P. Vasil'ev als Cobitis pontica beschrieben.

## Gefährdung
Cobitis taurica wurde von der IUCN im Jahr 2008 als vom Aussterben bedroht (critically endangered) klassifiziert. Neuere Untersuchungen zum Gefährdungsstatus liegen nicht vor. Zur Begründung wurde das räumlich eng begrenzte Verbreitungsgebiet in einem einzigen Fluss angeführt. Der Fluss hat im Sommer in seinem Unterlauf wegen der der starken Wasserentnahme für Bewässerungszwecke einen sehr geringen Wasserstand. Die gegenwärtige Globale Erwärmung und eine mögliche Zunahme der Wasserentnahme könnten zu einem Austrocknen des Flusses im Frühjahr und Sommer und zu einem Aussterben der Art führen.

## Systematik
Der Artname ist von Bezeichnungen für die Halbinsel Krim abgeleitet. Tauris ist die seit dem 18. Jahrhundert verwendete Bezeichnung für eine Landschaft der antiken Sagenwelt, die meist mit der Krim gleichgesetzt wird. Taurien ist eine bereits in der Antike übliche historische Bezeichnung für die Krim, die wiederum vom Volk der Taurer abgeleitet ist.